# Ski nautique aux Jeux mondiaux de 2005
Navigation
Akita 2001 Kaohsiung 2009
Les épreuves de Ski nautique des Jeux mondiaux de 2005 ont lieu du 22 juillet au 26 juillet 2005, à Duisbourg (Allemagne).

## Podiums

### Hommes
| Épreuves      | Or                      | Argent                | Bronze                       |
| ------------- | ----------------------- | --------------------- | ---------------------------- |
| Ski Classique | Australie Ryan Green    | Chine Rodrigo Miranda | Biélorussie Oleg Deviatovski |
| Barefoot      | Royaume-Uni David Petit | France Patrick Wehner | Finlande Evert Aartsen       |

### Femmes
| Épreuves      | Or                      | Argent                             | Bronze                   |
| ------------- | ----------------------- | ---------------------------------- | ------------------------ |
| Ski Classique | États-Unis Tarah Benzel | Nouvelle-Zélande Megan Louise Ross | Canada Jenna Mielzynski  |
| Barefoot      | Norvège Kirsten Grønvik | Australie Gizella Halasz           | Royaume-Uni Emily Goldie |

## Tableau des médailles
| Rang  | Nation           | Or | Argent | Bronze | Total |
| ----- | ---------------- | -- | ------ | ------ | ----- |
| 1     | Australie        | 1  | 1      | 0      | 2     |
| 2     | Royaume-Uni      | 1  | 0      | 1      | 2     |
| 3     | États-Unis       | 1  | 0      | 0      | 0     |
| 3     | Norvège          | 1  | 0      | 0      | 1     |
| 5     | Chine            | 0  | 1      | 0      | 1     |
| 5     | France           | 0  | 1      | 0      | 1     |
| 5     | Nouvelle-Zélande | 0  | 1      | 0      | 1     |
| 8     | Biélorussie      | 0  | 0      | 1      | 1     |
| 8     | Finlande         | 0  | 0      | 1      | 1     |
| 8     | Canada           | 0  | 0      | 1      | 1     |
| Total | Total            | 4  | 4      | 4      | 12    |